# Estados Unidos nos Jogos Olímpicos de Verão de 1928
Os Estados Unidos da América competiram nos Jogos Olímpicos de Verão de 1928 em Amesterdão, Países Baixos. Ficaram em primeiro lugar, com 22 medalhas de ouro.